# Hims (dystrykt)
Hims (arab. منطقة حمص) – jedna z 7 jednostek administracyjnych drugiego rzędu (dystrykt) muhafazy Hims w Syrii. Jest położona w środkowej części kraju. Graniczy od wschodu z dystryktami Tadmur i Al-Mucharram, od południa z muhafazą Damaszek, od zachodu z Libanem oraz z dystryktami Al-Kusajr i Tall Kalach, a od północy z muhafazą Tartus i z dystryktami Tall Daww i Ar-Rastan.
W 2004 roku dystrykt zamieszkiwało 1 035 438 osób.